# 리메드
리메드(Remed Co., Ltd.)는 대한민국의 자기장 기반 통증(NMS) 및 우울증(TMS) 치료 기기 개발·제조 기업이다.
 본사는 대전 유성구 테크노2로 187, 301호-303호 (용산동,미건테크노월드2차)에 위치해 있으며 대표 집행 임원은 이근용이다.

## 주식분할
2023년 12월 7일부터 2023년 12월 22일까지 주식 분할로 인한 주권 매매 거래가 정지되었고, 2023년 12월 26일부터 거래가 재개되었다.
1주당 액면 가액은 500원에서 100원으로 변경, 발행 주식 총수 또한 6,127,616주에서 30,638,080주로 변경되었다.

## 상장
2019년 12월 6일에 주관사를 한국투자증권으로 공모가 13,000원에 코스닥 시장에 상장하였다.

## 참고문헌
1. ↑  신형주, 리메드, 자기장 치료기 'ZTone' 유럽 CE MDR 인증 획득, 메디칼 업저버, 2023.08.09
2. ↑  최은수, ‘스무돌' 리메드, 외연 확장 키워드 '에스테틱 빅5 일본', 더벨, 2023-09-11